# USS LST-556
O USS LST-556 foi um navio de guerra norte-americano da classe LST que operou durante a Segunda Guerra Mundial. Foi lançado no dia 4 de fevereiro de 1944 em Evansville, Indiana, pela Missouri Valley Bridge & Iron Co.

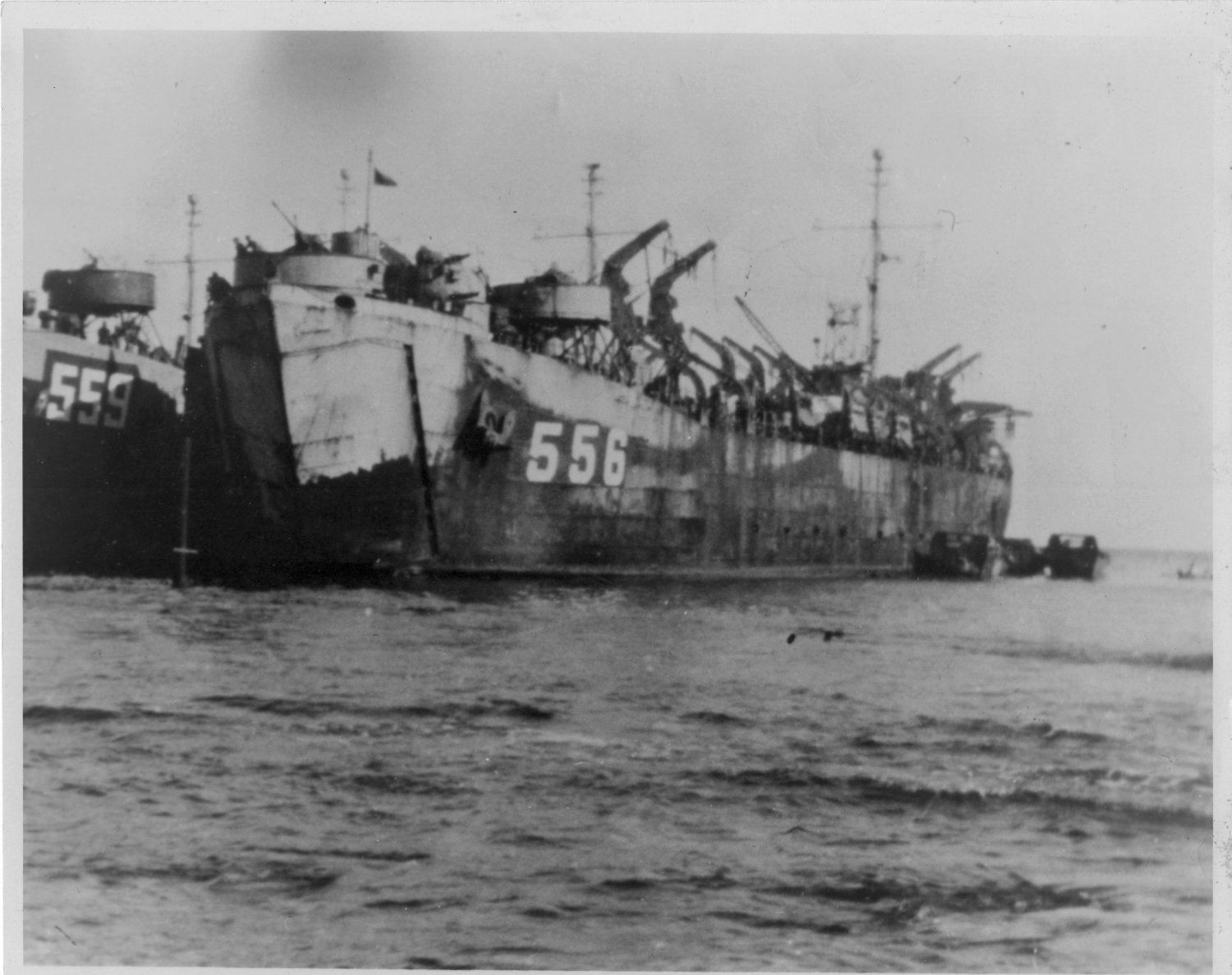
USS LST-556 e USS LST-559 aninhados juntos, data e local desconhecido.

## Histórico de Serviço
Durante a Segunda Guerra Mundial, o LST-556 foi atribuído ao Pacific Theatre of Operations. Ele participou da captura e ocupação das ilhas do sul de Palau em setembro e outubro de 1944. Ele então participou da campanha nas Filipinas, participando dos desembarques de Leyte em outubro e novembro de 1944, os desembarques na Baía de Ormoc em dezembro de 1944, os desembarques em Mindoro em dezembro de 1944, e os desembarques em Zambales e Baía de Subic em janeiro de 1945. Também participou do ataque e ocupação na Batalha de Okinawa em abril e maio de 1945.
Após a guerra, o LST-556 retornou aos Estados Unidos, foi desativado em 14 de março de 1946 e em 12 de abril do mesmo ano foi retirado da lista de embarcações da Marinha. Em 26 de abril de 1948, o navio foi vendido para a Sun Shipbuilding & Drydock Co., de Chester, Pensilvânia, e posteriormente sucateado.